# Liste der Monuments historiques in Campremy
Die Liste der Monuments historiques in Campremy führt die Monuments historiques in der französischen Gemeinde Campremy auf.

## Liste der Bauwerke
| Bezeichnung                            | Beschreibung                  | Standort | Kennzeichnung | Schutzstatus | Datum | Bild           |
| -------------------------------------- | ----------------------------- | -------- | ------------- | ------------ | ----- | -------------- |
| Ehemalige Zisterzienserabtei Froidmont | Erbaut ab dem 13. Jahrhundert |          | PA00114562    | Inscrit      | 1988  | weitere Bilder |

## Liste der Objekte
- Monuments historiques (Objekte) in Campremy in der Base Palissy des französischen Kultusministeriums